# Padules
Padules ist eine spanische Gemeinde im Verwaltungsgebiet Alpujarra Almeriense der Provinz Almería in der Autonomen Gemeinschaft Andalusien. Die Bevölkerung von Padules bestand im Jahr 2024 aus 440 Einwohnern. 

## Geografie
Die Gemeinde grenzt an Almócita, Beires, Canjáyar und Dalías. 

## Geschichte
Der Ort geht wahrscheinlich bis auf die Römerzeit zurück. Der Ort wurde nach der Vertreibung der Mauren im 16. Jahrhundert von Siedlern neu besiedelt.